# Thanh Luông
Thanh Luông là một xã thuộc huyện Điện Biên, tỉnh Điện Biên, Việt Nam.

## Địa lý
Xã Thanh Luông nằm ở phía bắc huyện Điện Biên, có vị trí địa lý:
- Phía đông giáp thành phố Điện Biên Phủ
- Phía tây giáp Lào
- Phía nam giáp xã Thanh Hưng
- Phía bắc giáp xã Thanh Nưa.

Xã Thanh Luông có diện tích 35,35 km², dân số năm 2022 là 7.280 người, mật độ dân số đạt 205 người/km².

## Hành chính
Xã Thanh Luông được chia thành 18 thôn, bản.

## Lịch sử
Sau năm 1954, Thanh Luông là một xã thuộc huyện Điện Biên.
Ngày 16 tháng 4 năm 1988, Hội đồng Bộ trưởng ban hành Quyết định số 61-HĐBT về việc tách bản Na Khếnh của xã Thanh Luông để sáp nhập vào xã Thanh Hưng mới thành lập.
Xã Thanh Luông có 10 bản: Bánh, Hoong Hin, Cang Ná, Noọng, Lé, Ló, Loọng Tóng, Pe Nọi, Pe Luông và Nghịu với 3.805 hécta diện tích tự nhiên và 3.599 nhân khẩu.
Ngày 26 tháng 5 năm 1997, Chính phủ ban hành Nghị định số 52-CP về việc thành lập phường Thanh Bình thuộc thành phố Điện Biên Phủ trên cơ sở 64,5 ha diện tích tự nhiên và 1.622 nhân khẩu của xã Thanh Luông.
Sau khi điều chỉnh địa giới hành chính xã Thanh Luông còn lại 3.767 ha diện tích tự nhiên và 4.614 nhân khẩu.
Ngày 26 tháng 9 năm 2003, Chính phủ ban hành Nghị định số 110/2003/NĐ-CP về việc điều chỉnh 281 ha diện tích tự nhiên và 3.147 người của xã Thanh Luông vào thành phố Điện Biên phủ để thành lập phường Thanh Trường.
Sau khi điều chỉnh địa giới hành chính, xã Thanh Luông còn lại 3.665,50 ha diện tích tự nhiên và 5.697 nhân khẩu.
Ngày 10 tháng 7 năm 2019, HĐND tỉnh Điện Biên ban hành Nghị quyết số 116/NQ-HĐND về việc:
- Thành lập thôn Thanh Đông trên cơ sở bản Đội 2A và bản Đội 2B.
- Thành lập thôn Cộng Hòa trên cơ sở Đội 3A, Đội 3B, Đội 3C.
- Thành lập Bản Lé trên cơ sở Bản Đội 4 và Bản Đội 16.
- Thành lập bản Hoong Hin trên cơ sở Đội 14 và Đội 16.
- Thành lập thôn Thanh Bình A trên cơ sở Đội 5A và Đội 5B.
- Thành lập thôn Thanh Bình B trên cơ sở Đội 5B và Đội 5C.
- Thành lập Bản Ló trên cơ sở Đội 6A, Đội 6B, Đội 7.
- Thành lập bản Pe Luông trên cơ sở Đội 8A và Đội 8C.
- Thành lập Bản Món trên cơ sở Đội 8B và Đội 8D.
- Thành lập bản Lọng Tóng trên cơ sở Đội 9A và Đội 9B.
- Thành lập bản Pe Nọi trên cơ sở Đội 10A và Đội 10B.
- Thành lập Bản Bánh trên cơ sở Đội 12A, Đội 12B, Đội 12C.
- Thành lập Thôn 13 trên cơ sở Đội 13A và Đội 13B.
- Thành lập Bản Nghịu trên cơ sở Đội 15A và Đôi 15B.
- Thành lập Thôn C1 trên cơ sở Đội C1A và Đội C1B.
- Thành lập thôn Chế Biến trên cơ sở Đội Chế Biến 1 và Đội Chế Biến 2.

Ngày 21 tháng 11 năm 2019, Ủy ban thường vụ Quốc hội ban hành Nghị quyết số 815/NQ-UBTVQH14 về việc sắp xếp các đơn vị hành chính cấp huyện, cấp xã thuộc tỉnh Điện Biên (nghị quyết có hiệu lực từ ngày 1 tháng 1 năm 2020). Theo đó, điều chỉnh 0,72 km² diện tích tự nhiên và 540 người của xã Thanh Luông vào phường Thanh Trường của thành phố Điện Biên Phủ.
Xã Thanh Luông còn lại 35,26 km² diện tích tự nhiên và 5.976 người.